# キラウエアイキ火口

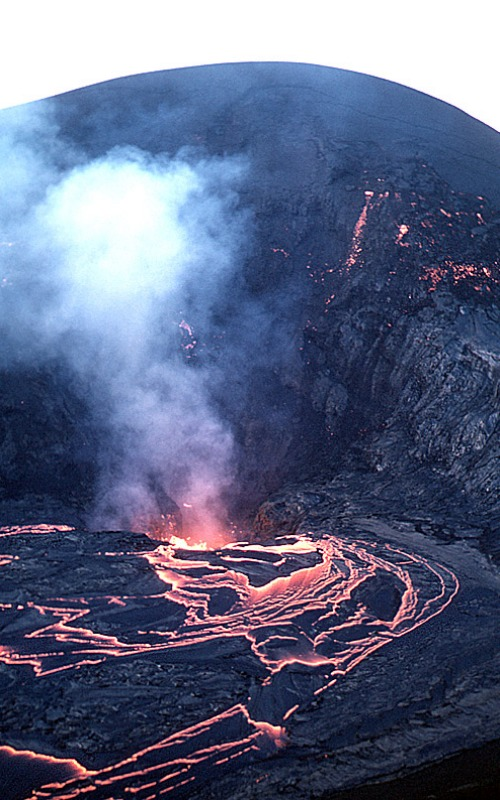
キラウエアイキの火口湖（1959年12月19日）

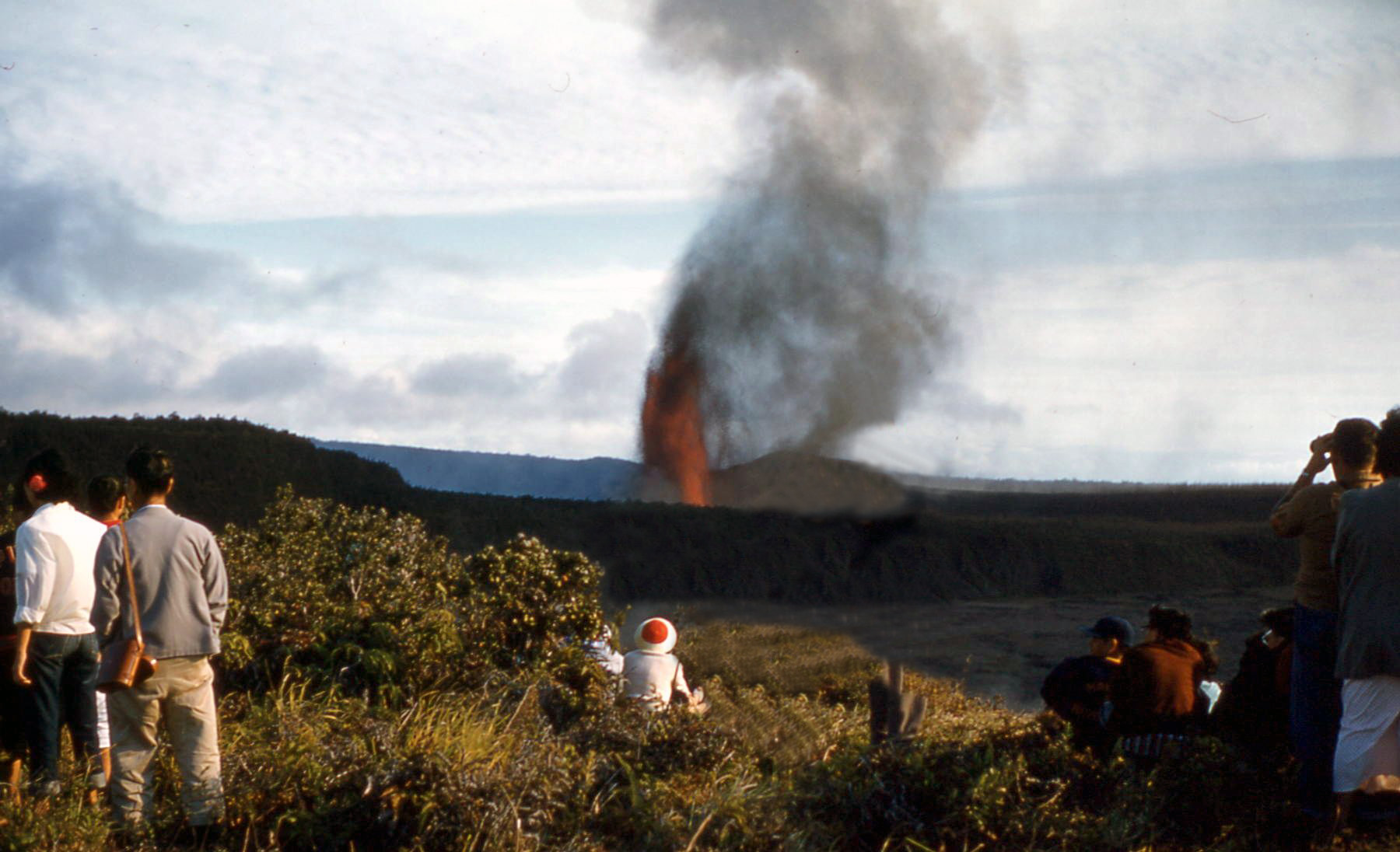
キラウエアイキの噴火を見学（1959年10月1日）

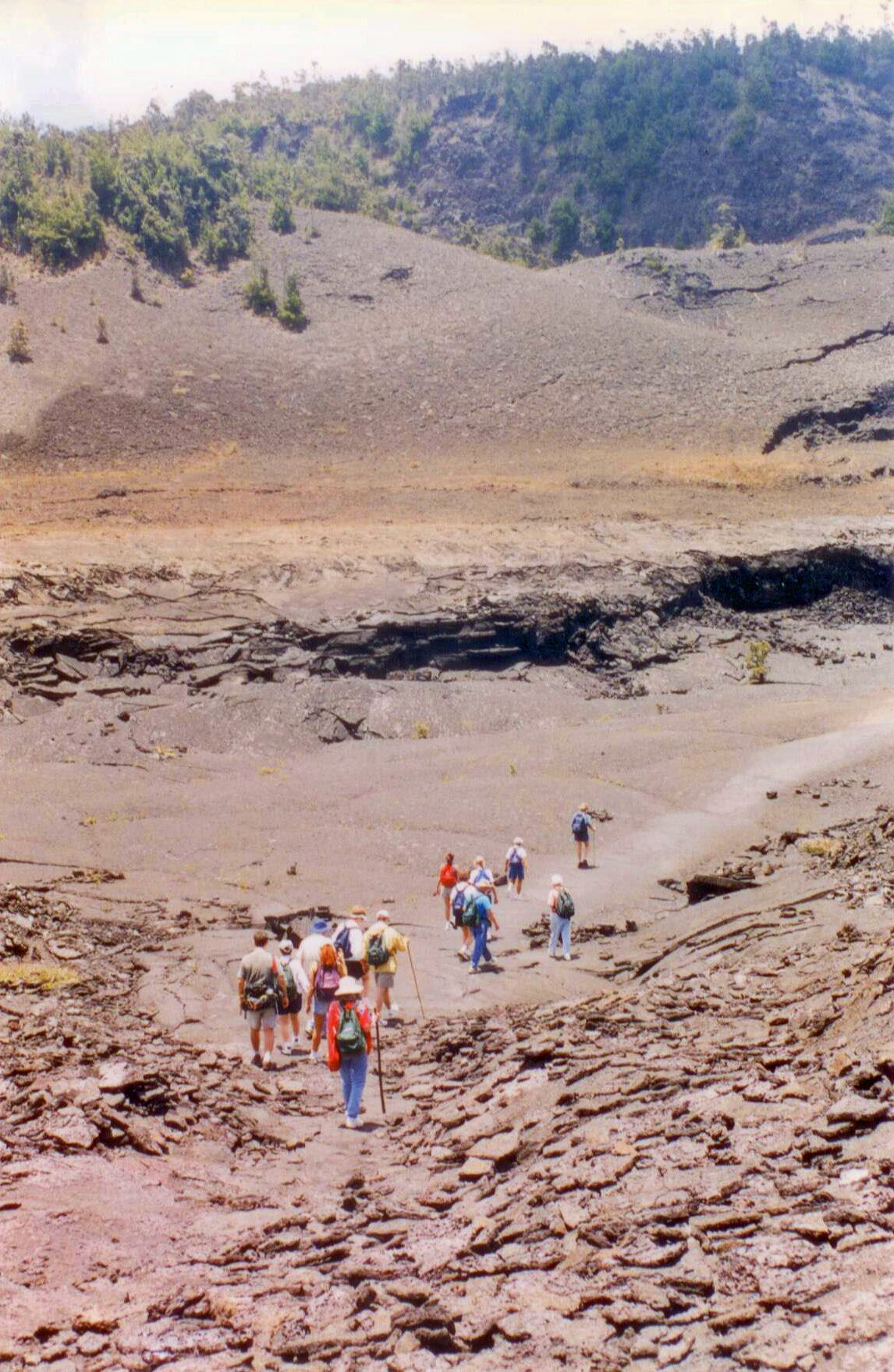
キラウエアイキ火口をトレッキング（1999年）

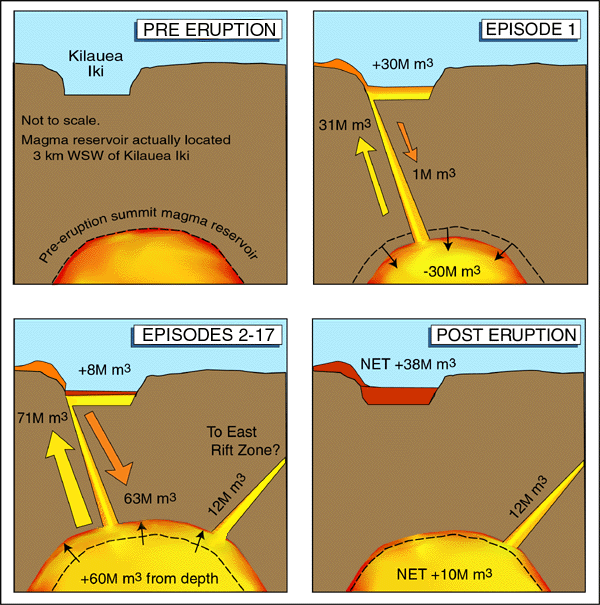
キラウエアイキのマグマの動きの説明断面図

キラウエアイキ火口（キラウエアイキかこう、英語: Kilauea Iki Crater）は米国ハワイ州ハワイ島にあるキラウエア火山の頂上にあるハレマウマウ火口を含むキラウエア・カルデラのすぐ東にある火口で、1965年に大噴火して、現在は休止中である。「イキ」はハワイ語で「小さな」（small）という意味で、キラウエアイキは「小さなキラウエア」という意味になる。

## 15世紀の噴火
キラウエアイキが作った世界最長のカズムラ溶岩洞（Kazumura Cave）などの放射性炭素年代測定によると、ハワイの歴史時代（18世紀後半以降）以前の1445年位から大きなアイラアウ噴火（ʻAilāʻau eruption）が50年間続いて、現在のプナ地区を5.2 ± 0.8立方キロメートルの玄武岩で覆ったことが分っている。

## 1959年の噴火
1965年8月に群発地震がハワイ火山観測所で観察され、10月には地震計でキラウエア火山の頂上下にマグマが溜まった状況が推測された。キラウエアイキ火口にプウ・プアイ（Pu'u Pua'i、噴き出る丘）が誕生した。 

### 溶岩泉
11月17日には溶岩噴泉が60～80メートルに吹き上がり、時々180メートルの高さにもなった。11月18日には、溶岩噴泉は320メートルにまでなった。11月21日には、割れ目あたりの火口湖の深さが1メートルになり、湖面の波が湖岸に来て、まるで海岸の波のようになった。この日の7時25分には溶岩噴泉は210メートルになり、40秒以内毎にガスの泡が沸き起こった。溶岩泉が580メートルの高さになったこともあった。

### 溶岩が引く
最初の爆発では3千1百万立方メートルの溶岩流がキラウエアイキに入り、百万立方メートルが引いた。その後1か月の爆発で、7千万立方の溶岩を輩出したが、12月20にはこれが止まった。8百万立方メートルが残って、6千3百万立方メートルがキラウエアのマグマ溜まりへ戻った。溶岩が引く速度は、溶岩が出る速度より速かった。
12月15日には、これまで最大の溶岩流（毎時14.5万立方メートル）が生じた。このため、溶岩流が出て引く毎に、火口の縁に添って黒い凸部（black ledger）ができて、これは幅15～60メートルで、高さは15メートルになった。溶岩が引く時は、反時計回りの渦が生じている。

## 観光
現在はバイロン・レッジ（Byron Ledge）から火口へ降りて、以前は溶岩湖だったところをトレッキングができる。噴火が止まってから50年経った今も、火口の地面は触ると熱い部分もある。雨水が割れ目に入り非常に熱い岩に接触して、蒸気が割れ目から昇る。蒸気も岩によっては熱くて、火傷をするほどである。

## 交通
ハワイ火山国立公園の入り口へ入ったら、キラウエ・カルデラの周りをめぐる火口周辺道路（Crater Rim Road）で左へ曲がり、すぐ右にキラウエアイキ火口を見下ろす見晴らし場がある。